# Holmes River (British Columbia)
Holmes River ist eine Ansiedlung (englisch unincorporated populated place) in der Provinz British Columbia im Westen Kanadas, in der Region des Robson Valleys. Sie liegt an der Einmündung des gleichnamigen Flusses in den Fraser River.
Der Name „Beaver River“ wurde auch als Bezeichnung für eine örtliche Schule verwendet: die „Beaver River School“. Man nimmt an, dass der Name „Beaver River“ von einer Felsformation in der Nähe des Zusammenflusses vom Fraser River und Holmes (Beaver) River stammt, obwohl es in den Rocky Mountains östlich und oberhalb des Gebiets auch einen Berg gibt, der „The Beaver“ heißt. Der Name Holmes River wurde 1913 zu Ehren von Albert W. Holmes, Provinzförster in McBride, vergeben.

## Lage
Die Siedlung liegt südöstlich des Dorfes McBride am Westabhang der kanadischen Rocky Mountains im Tal des Fraser River am Yellowhead Highways, dem Highway 16. Sie liegt etwa 160 Straßen-km westlich von Jasper (Alberta) sowie 215 Straßen-km östlich von Prince George im Fraser-Fort George Regional District.